# 4536 Drewpinsky
4536 Drewpinsky је астероид главног астероидног појаса са средњом удаљеношћу од Сунца која износи 2,195 астрономских јединица (АЈ).
Апсолутна магнитуда астероида је 13,3.